# Kennedymars
De Kennedymars is een wandeltocht van 80 kilometer die binnen 20 uur gelopen dient te worden. Deze wandeltocht is vernoemd naar de Amerikaanse president John F. Kennedy (1917-1963) en wordt in veel Nederlandse plaatsen jaarlijks georganiseerd.
De Kennedymars start meestal 's avonds, waarbij de wandelaars dus vooral 's nachts lopen en dan uiterlijk in de namiddag van de volgende dag de finish dienen te bereiken. Als een van de weinige regels geldt dat de tocht wandelend volbracht dient te worden, dat wil zeggen dat men niet mag hardlopen of gebruik mag maken van vervoermiddelen.
De Kennedymars in Sittard wordt ook gehouden als snelwandelwedstrijd. Deze start om 5.00 uur 's nachts en volgt een parcours door zowel Nederland als België.

## Ontstaan van de Kennedymars

### John F. Kennedy, 1963
In januari 1963 vroeg de Amerikaanse president John F. Kennedy zich, na lezing van een presidentieel bevel van de voormalige president Theodore Roosevelt uit 1908, in een brief aan commandant Shoup af of officieren van het US Marine Corps, net zoals in de tijd van Roosevelt, voldoende uithoudingsvermogen hadden om binnen 20 uur 50 mijl (80,467 km) te lopen. Hij vroeg zich tevens af of leden van zijn staf dit zouden kunnen. De gezette perschef van de president Pierre Salinger bedankte voor de eer en verwees naar de sportieve broer van de president. Robert F. Kennedy, de minister van justitie, liep om het goede voorbeeld te geven op 37-jarige leeftijd ongetraind deze afstand.
Zaterdag 9 februari 1963 vertrok hij 's nachts om vijf uur met vier andere personen en drie honden, bij een temperatuur van -6 graden Celsius, naar het eindpunt Camp David in Maryland. Het jaagpad langs het Chesapeake and Ohio Canal dat ze volgden was bedekt met sneeuw en ijs. De metgezellen van Robert Kennedy haakten een voor een af. Tegen de laatste die na 35 mijl afhaakte zei Robert Kennedy: "You're lucky, your brother isn't President of the United States." Kennedy, die zijn leren Oxford schoenen aan had, voltooide de 50 mijl in 17 uur 50 minuten. De volgende dag stond hij om 7.30 uur op, bezocht om 9 uur een kerkdienst en ging daarna schaatsen met zijn kinderen.
Een groep van 34 officieren liep op 12 februari 1963 met helmen op en volledige bepakking vanuit Camp Lejeune in North Carolina de "50-mile hike". De snelste officier liep de afstand in 11 uur 45 minuten.
Veel gewone Amerikanen, van heel jong tot heel oud, die ten onrechte dachten dat ook zij persoonlijk door de president werden uitgedaagd, gingen op pad. Dit ondanks waarschuwingen van de President's Council on Physical Fitness die stelde dat alleen getrainde personen deze tocht moesten lopen.
Zondag 17 februari 1963 liepen zeker 5000 personen een afstand van 28 mijl van Pittsburgh naar Washington. Het lopen van lange afstanden werd in de VS een kortstondige rage die via Engeland oversloeg naar Nederland.
Het populaire tijdschrift Life plaatste op het omslag van het nummer van 22 februari 1963 de tekst: "THE BIG WALK Can YOU do 50 miles? Marines do it, Bobby Kennedy does it, 10-year-olds do it".

### Theodore Roosevelt, 1908
De uitdaging van Kennedy dat legerofficieren binnen 20 uur 50 mijl moesten kunnen lopen was geen eigen idee van president Kennedy. Kennedy las eind 1962 toevallig een presidental order van 21 december 1908 van president Theodore Roosevelt gericht aan alle officieren van het US Marine Corps. Dit presidentieel bevel werd uitgevaardigd omdat de conditie van veel officieren schrikbarend slecht was. Als er een oorlog uitbrak moesten de officieren topfit zijn om een groot verlies aan mensenlevens of zelfs een nederlaag te voorkomen.
Roosevelt, die zelf erg sportief was, eiste in het fysiek niet al te zware bevel dat een luitenant of kapitein, om zijn geschiktheid voor het Marine Corps te bewijzen, eens per twee jaar 50 mijl moest kunnen wandelen binnen 20 uur verdeeld over drie opeenvolgende etmalen. De hogere officiersrangen moesten 90 mijl kunnen paardrijden verdeeld over drie opeenvolgende etmalen. Vanuit het leger, de pers en de politiek kwam hier veel kritiek op. Om de kritiek te pareren ondernam Roosevelt 13 januari 1909 een paardrijtocht door winters Virginia van 98 mijl in 17 uur tijd.
Nog iets eerder, op 14 mei 1908, had het Departement van Oorlog op bevel van de president General Order no. 79 uitgevaardigd, waarin naast de in 1907 ingevoerde paardrijtest die eerst 15 mijl was en nu naar 90 mijl ging, een looptest van 50 mijl in drie etmalen werd voorgeschreven. Deze looptest was specifiek bestemd voor officieren in de rang van kolonel, luitenant-kolonel en majoor bij het pas opgerichte Coast Artillery Corps. Deze officieren hadden bij hun werkzaamheden aan de Amerikaanse oostkust immers geen paard nodig. In juni 1908 werd de looptest, die door de medische dienst van het leger was bedacht, voor het eerst uitgevoerd. De deelnemende officieren werden voor en na de test onderzocht door legerartsen. Als ze de test fysiek goed hadden doorstaan konden ze in dienst van het leger blijven.  
Eind 1908 of begin 1909 liep, volgens de autobiografie van Roosevelt uit 1913, de eenarmige oorlogsinvalide Major Henry Leonard (1876-1945) van het US Marine Corps met twee luitenants de 50 mijl binnen één etmaal. Ze werden door hun superieuren berispt omdat ze zich niet aan de order hadden gehouden om de 50 mijl in drie etmalen af te leggen en kregen opdracht om de tocht over te doen. 
Major Leonard en zijn metgezellen waren dus waarschijnlijk, 54 jaar voordat het begrip Kennedymars ontstond, de eersten die deze tocht binnen één etmaal volbrachten.

## Nederland
De rage sloeg ook over naar Engeland. Toen daarvan op de televisie beelden werden vertoond, wilde men ook in Nederland die uitdaging aangaan.
De Sectie Lange Afstanden, een commissie van de Koninklijke Wandel Bond Nederland (KWBN), coördineert de Kennedymarsen en geeft het stempelrecht aan de organiserende verenigingen, stichtingen en comités. Deze verenigingen, stichtingen en comités moeten aangesloten zijn bij de KWBN. De sectie Lange afstanden heeft een eigen website waarop een lijst van Kennedy Walkers wordt gepubliceerd.
De wandeltocht wordt in veel Nederlandse plaatsen jaarlijks georganiseerd, zoals:
| Plaatsnaam           | Startjaar | Tijdstip in het jaar                |
| -------------------- | --------- | ----------------------------------- |
| Sittard              | 1963      | Paaszaterdag                        |
| Someren              | 1963      | Eerste weekend van juli             |
| Bergeijk             | 1963      | Gestopt in 2012                     |
| Rijsbergen           | 1965      | 2e weekend van juni                 |
| Etten-Leur           | 1976      | 3e weekend van mei                  |
| Waalwijk             | 1981      | 2e weekend van september            |
| Hilversum            | 1985      | Gestopt in 2019                     |
| Haaksbergen          | 1986      | 3e volle weekend van september      |
| Steenwijk            | 1987      | Gestopt in 2012                     |
| Melderslo            | 1989      | Gestopt in 2017                     |
| Odoorn               | 2001      | Hemelvaart                          |
| Leerdam              | 2002      | Laatste volle weekend van september |
| Vijfhuizen           | 2004      | Gestopt in 2019                     |
| Driesum-Wouterswoude | 2007      | Gestopt in 2019                     |
| Emmeloord            | 2010      | Gestopt in 2017                     |
| Moergestel           | 2010      | Gestopt in 2011                     |
| Winterswijk-Arnhem   | 2010      | Gestopt in 2016                     |
| Velp                 | 2011      | Gestopt in 2014                     |
| Zwolle               | 2012      | Gestopt in 2015                     |
| Klarenbeek           | 2013      | Maart                               |
| Hengelo (Ov.)        | 2014      | Oktober                             |
| Cuijk                | 2016      | Mei                                 |
| Beesel               | 2025      | Laatste weekend in juni             |
| Diever               | 2025      | Eerste weekend van oktober          |

### Sittard
De grootste en bekendste Kennedymars die sinds 1963 jaarlijks in Nederland gehouden wordt, is waarschijnlijk die te Sittard. Daar werd de handschoen opgenomen door vier scholieren van het toenmalige Bisschoppelijk College om in de paasvakantie van dat jaar die 80 km-mars te ondernemen. Zij wisten enkele leeftijdsgenoten enthousiast te maken en op 20 april 1963 gingen zeven jongens en vier meisjes op pad voor de drielandentocht; de route liep tevens over Belgisch grondgebied en die eerste keer via het Duitse Heinsberg. Hierna werd dit een jaarlijks terugkerend evenement met massale deelname uit binnen- en buitenland. Doordat de mars in 2001 hier niet doorging door de MKZ-crisis, viel de 49e editie in 2012. Door deze afgelasting is de mars in Sittard niet het vaakst gehouden. Deze eer is nu aan de Kennedymars in Someren, die in 1963 eveneens voor het eerst werd gehouden, maar in 2001 wel doorging. In 2012 werd in Someren de 50e editie gehouden.
Drijfveer achter de organisatie van de Sittardse Kennedymars is al vele jaren de familie Van der Loo. Als 17-jarige was Ad van der Loo in 1963 een van de vier initiatiefnemers van de eerste editie. Van der Loo won in 1966 en 1967 de wedstrijd klasse bij de mannen. Snelste tijd ooit bij de Kennedymars in Sittard bij de mannen staat op naam van de Belg Dirk Nicque in 7 uur 39 minuten en 28 seconden in 1997. Bij de vrouwen is dat Nederlandse Marleen Radder in 8 uur 44 minuten en 28 seconden in 1998.

### Eretitel
Het is mogelijk om een eretitel te behalen. Deze eretitel, Kennedy Walker genaamd, kan men verkrijgen door vijf Kennedymarsen te lopen op minstens drie verschillende plaatsen. De eretitel kan worden uitgebreid tot Super Kennedy Walker (10 marsen) en tot Master Kennedy Walker (15 marsen). De masters gaan vervolgens verder voor de 25, 40, 50, 75, 100, 125, 150 en meer Kennedymarsen.
Daarnaast bestaat er de titel Kennedyvriend die tijdens het jaarlijkse wandelweekend, afwisselend georganiseerd door de Rotterdamse Wandelsport Vereniging en OLAT, verdiend kan worden. Hiervoor dient de afstand van 50 Engelse Mijlen (80,467 km) volbracht te worden binnen 12 uur.

## België
De rage van Nederland sloeg ook over naar België. In 1981 werd de eerste Belgische Kennedymars georganiseerd door Wandelclub Wandel Mee Breughel. De tocht werd een vijftal jaren georganiseerd. De wandeltocht werd gehouden in de gemeente Grote-Brogel (1989).

## Soortgelijke evenementen
In België is de 100 km lange Dodentocht meer bekend.
In Duitsland en Oostenrijk worden op diverse plaatsen soortgelijke evenementen over de afstand van 100 km georganiseerd, onder de noemer MegaMarsch en Mammutmarsch.